# Alternate Image

Principio di funzionamento del sistema a otturatori alternati

Alternate Image (A.I., in inglese "immagine alternata"), anche conosciuta come shutter glasses ("occhiali con otturatore") o alternate-frame sequencing ("sequenza di frame alternati"), che può essere resa in italiano come otturatori alternati, è una tecnica di visione stereoscopica applicata a cinema tridimensionale, televisione e videogiochi, atta a ottenere una illusione di tridimensionalità da immagini stereoscopiche parallele proiettate in sequenza alternata.

## Principio di funzionamento
Per conferire a un'immagine un'illusione di tridimensionalità è necessaria la visione simultanea di due immagini riprese alla medesima distanza degli occhi umani (6,5-7,5 cm), in modo discriminante: ogni occhio deve poter vedere solamente l'immagine a esso destinata.
Nella tecnologia detta alternate image o shutter glasses, questa visione simultanea delle due immagini è possibile grazie alla proiezione in rapida sequenza dei frame destinati alternativamente all'occhio destro e all'occhio sinistro. La discriminazione delle immagini avviene attraverso un dispositivo ottico, degli occhiali dotati di otturatori mobili (meccanici, nel sistema Teleview, LCD nei moderni sistemi elettronici) che si chiudono alternativamente in sincronia con l'immagine proiettata sullo schermo: viene chiuso l'otturatore corrispondente all'occhio destro se l'immagine è destinata all'occhio sinistro e viceversa.

## Storia

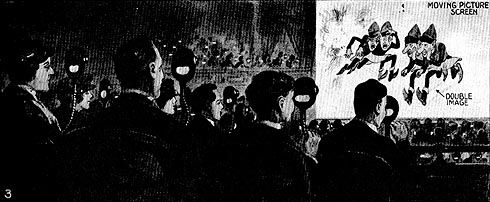
Illustrazione da un articolo sul sistema Teleview, creato da Hammond e Cassidy

La prima applicazione della stereoscopia è stata quella creata da Charles Wheatstone nel 1832 con lo stereoscopio a specchi in cui la visione contemporanea delle due immagini parallele riprese alla medesima distanza degli occhi umani avviene grazie a due specchi posti a 45° rispetto all'osservatore.
Con le immagini in movimento l'applicazione dello stereoscopio di Wheatstone, poi perfezionato da David Brewster risulta disagevole, se non impossibile e ottenibile inizialmente solamente per brevi filmati, come nel sistema dello Stereo-cinema sviluppato da Charles-Émile Reynaud nel 1907.
Nel 1922 Laurens Hammond e William F. Cassidy mettono a punto il Teleview, il primo sistema meccanico a immagini alternate con il quale viene proiettato il film stereoscopico di fantascienza The Man From M.A.R.S.. Il film viene proiettato una sola volta, al Selwyn Theatre di New York nel dicembre del 1922. Nonostante il buon riscontro di critica, però, il sistema viene subito abbandonato a causa degli alti costi di installazione.
Con l'avvento della tecnologia digitale e delle lenti a cristalli liquidi, il sistema viene implementato in un più leggero, economico e silenzioso, sistema LCD montato su occhiali. In questo modo la tecnologia a otturatori alternati trova diffusione attraverso pochi sistemi quale ad esempio XpanD.

## Applicazioni
- Cinema: nel cinema 3-D è attualmente il sistema più diffuso (con il marchio XpanD) assieme al sistema a luce polarizzata (ad esempio con il marchio RealD), permette la visione su uno schermo normale (il sistema a luce polarizzata necessita di silver screen) senza distorsioni, di film tridimensionali.
- Videogiochi
- Televisione: I moderni televisori 3D adottano questa tecnologia per poter consentire una ottimale visione domestica di filmati stereoscopici, nel caso dei display non è infatti applicabile la tecnologia della luce polarizzata, ed eventuali alternative, quali l'anaglifo o l'effetto Pulfrich, non possono garantire un risultato sufficiente nella saturazione dello spettro dei colori o nella luminosità o nella tridimensionalità dell'immagine. Il sistema dell'immagine alternata diviene perciò il sistema elettivo per questo tipo di tecnologia.

## Sistemi

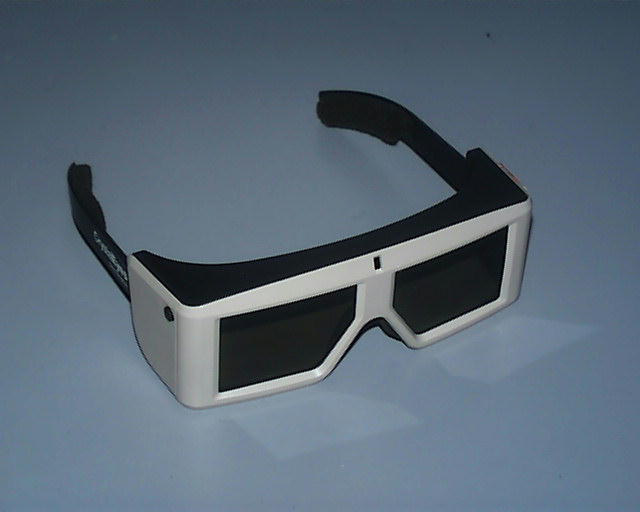
Occhiali per sistema CrystalEyes

### Meccanici
- Teleview: sistema meccanico a otturatori alternati messo a punto nel 1922 da Laurens Hammond e William F. Cassidy, il primo sistema a immagini alternate con il quale viene proiettato il film stereoscopico di fantascienza The Man From M.A.R.S..

### Elettronici

#### Cinema
- CrystalEyes: sistema a otturatori alternati prodotto dalla StereoGraphics a metà anni ottanta.
- nuVision
- XpanD: è il sistema attualmente diffuso nelle sale cinematografiche e che sta prendendo piede anche nel mercato dell'home video, grazie ad un accordo stretto nell'agosto del 2011 tra Panasonic, Samsung, Sony e X6D Limited (proprietaria del marchio XpanD).

#### Videogiochi
- Famicom 3D System: sistema per videogiochi realizzato nel 1987.
- SegaScope 3-D Glasses: sistema per videogiochi realizzato nel 1987.